# Chálid Chodža
Chálid Chodža (4. července 1965 Damašek) je předák Syrské opoziční koalice; funkci zastává od 4. ledna 2015.
Podílel se na založení řady opozičních organizací v zemi, např. Syrské národní rady v roce 2011 i opoziční koalice o rok později.

## Život
Když mu bylo 15 let – v době prezidentství Háfize Asada – byl zadržen úřady a po dva roky držen ve vězení v Damašku. Uvězněn byl proto, že jeho otec údajně poskytl finance Muslimskému bratrstvu, které bylo v Sýrii zakázáno. Poté, co byl propuštěn, uprchl do Turecka. V roce 1994 dokončil v tureckém Izmiru studia medicíny.
Chodža je ženatý a má čtyři děti.